# Hermann Wolfgang von Waltershausen
Hermann Wolfgang Sartorius Freiherr von Waltershausen (ur. 12 października 1882 w Getyndze, zm. 13 sierpnia 1954 w Monachium) – niemiecki kompozytor i pedagog.

## Życiorys
Początkowo uczył się u Marie-Josepha Erba w Strasburgu. W wieku 10 lat stracił prawe ramię i prawą nogę, nie przerwał jednak edukacji muzycznej, ucząc się grać na fortepianie i dyrygować lewą ręką. W 1901 roku wyjechał do Monachium, gdzie uczył się kompozycji u Ludwiga Thuille’a. Pobierał też lekcje teorii u Adolfa Sandbergera. W latach 1920–1932 wykładał w monachijskiej Staatliche Akademie der Tonkunst. W 1917 roku założył Praktisches Seminar für Fortgeschrittene Musikstudierende. Brał udział w zorganizowaniu rozgłośni radiowej Bayerischer Rundfunk.
W swojej muzyce nawiązywał do wzorców romantycznych. Skomponował m.in. opery Else Klapperzehen (wyst. Drezno 1909) i Oberst Chabert (wyst. Frankfurt nad Menem 1912), Apokalyptische Symphonie (1924), poemat symfoniczny Hero und Leander (1925), Krippenmusik na orkiestrę kameralną i klawesyn obbligato (1926), Kwartet smyczkowy (1910).

## Prace
(na podstawie materiałów źródłowych)
- Der Freischütz: Ein Versuch über die musikalische Romantik (1920)
- Das Siegfried-Idyll oder die Rückkehr zur Natur (1920)
- Die Zauberflöte: Eine operndramaturgische Studie (1920)
- Richard Strauss: Ein Versuch (1921)
- Orpheus und Euridike: Eine operndramaturgische Studie (1923)
- Musik, Dramaturgic, Erziehung (1926)
- Dirigentenerziehung (1929)
- Die Kunst des Dirigierens (1942, 2. wyd. 1954)
- Dramaturgie der Oper (rękopis)